# Ryane Leão
Ryane Leão (Cuiabá, 19 de enero de 1988) es una poeta y docente brasileña. Entre las temáticas exploradas en su trabajo literario se encuentran la resistencia de las mujeres, la diversidad sexual y la lucha y el fortalecimiento a través del arte y la educación. Tudo nela brilha e queima fue su primer libro y el segundo fue Jamais peço desculpas por me derramar, ambos publicados por Editorial Planeta.
Ryane ha vendido más de 200 mil libros y tiene más de 600 mil seguidores en redes sociales. 

## Biografía
Nació en Cuiabá, capital del estado de Mato Grosso, el 19 de enero de 1988. Posteriormente se trasladó a la ciudad de São Paulo para estudiar letras en la Universidad Federal de São Paulo.
En 2008 comenzó a publicar sus textos en carteles que colgaba por la ciudad y en su perfil de Instagram, además de participar en lecturas de poesía y slams. Su proyecto en la red social, titulado Onde Jazz Meu Coração, contaba para 2018 con más de seiscientos mil seguidores.
En 2016 realizó una campaña de financiamiento colectivo para lanzar su primer libro. Al año siguiente publicó su poemario Tudo Nela Brilha e Queima (Editorial Planeta), que entre sus temas centrales tiene al activismo en defensa de los derechos de las mujeres negras. Otra temática abordada en la obra fue la exploración de la identidad de Leã como mujer negra y lesbiana.
Como empresaria, fundó Odara, una institución de enseñanza del idioma inglés dirigida a mujeres negras con precios asequibles.

## Obras
- Tudo Nela Brilha e Queima (2017)[17]
- Jamais peço desculpas por me derramar (2019) [18]